# Tåtøy
Tåtøy est une île de la commune de Kragerø , dans le comté de Telemark en Norvège.

## Description
L'île de 6,6 km2 se trouve dans le nord de l'archipel de Kragerø, juste au sud du centre de Kragerø. L'île dispose d'une liaison par ferry (exploitée par Kragerø Fjordbåtselskap (en)).
L'île se situe entre Kragerøfjorden, qui entre par le sud-est, et Kilsfjorden par l'ouest. Tåtøy s'étend sur quelques kilomètres carrés et se compose de collines en partie boisées et en partie bâties. Jusqu'au printemps 2012, Tåtøy avait sa propre école de village, datant de 1894, avec environ 30 élèves. En raison des coupes dans les finances de la municipalité de Kragerø, il a été décidé de fermer l'école au printemps 2012.

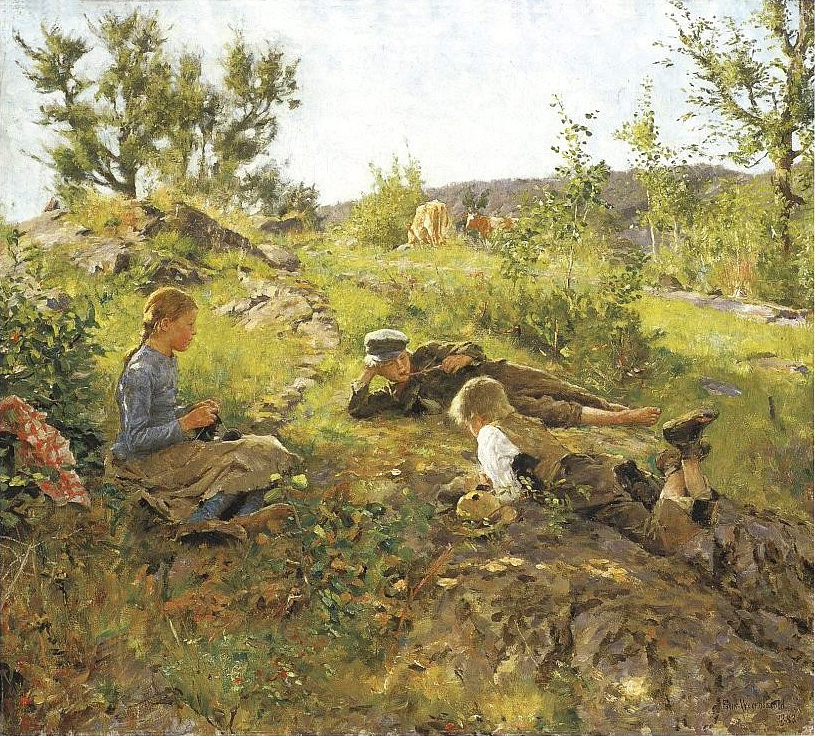
Tableau Gjetere de Werenskiold

Tåtøy a longtemps été divisé entre deux fermes, Østre et Vestre Tåtøy. La construction de Tåtøy a commencé sérieusement dans les années 1860. Dans les années 1950, il y avait environ 300 résidents permanents et dans les années 1970, environ 250. L'île avait auparavant deux chantiers navals.
Erik Werenskiold aurait souvent séjourné à Tåtøy en été. Et il a souvent peint des motifs de cette île, y compris la peinture à l'huile bien connue "Gjetere" de 1882. Il était parmi les premiers artistes trolls en Norvège et aurait pensé que les trolls vivaient sur les îles près de Tåtøy.